# Клетка для чудаков 2
«Клетка для чудаков 2» (фр. La Cage aux folles; вариант — Клетка для чудиков 2 / Клетка для безумцев 2) — фильм режиссёра Эдуара Молинаро, продолжение фильма «Клетка для чудиков».

## Сюжет
Пара пожилых гомосексуалов переживает очередную размолвку — Альбен продолжает считать себя молодым и привлекательным. В доказательство Альбен в женском платье выходит на дневную прогулку. В кафе его увлекает за собой шпион, который перед своей смертью успевает подбросить ему украденный микрофильм.
Подавшись в бега, пара уезжает в Италию в родительский дом Ренато, к его матери. В этой провинции Альбен умудряется соблазнить одного из суровых местных пастухов.

## В ролях
- Уго Тоньяцци — Ренато Абальди
- Мишель Серро — Альбен (Заза Наполи)
- Марсель Боццуффи — Брока
- Мишель Галабрю — Симон Шарьер
- Паола Борбони — миссис Бальди
- Джованни Веттораццо — Милан
- Глаучо Онорато — Луиджи
- Роберто Бизакко — Ральф
- Бенни Люк — Якоб
- Нелло Раццафини — Манджин

## Съёмочная группа
- Авторы сценария:
  - Франсис Вебер
  - Марчело Данонн
  - Жан Пуарэ
- Режиссёр: Эдуар Молинаро
- Композитор: Эннио Морриконе
- Оператор-постановщик: Армандо Наннуцци
- Продюсер: Марселло Данон